# Liste der Museen im Kreis Höxter
Die Liste der Museen im Kreis Höxter beinhaltet Museen, die unter anderem Kunst, Kultur und Naturgeschichte vorstellen.

## Liste der Museen
| Bezeichnung                                                | Ort           | Bemerkungen | Bild |
| ---------------------------------------------------------- | ------------- | --- | ---- |
| Burg Dringenberg Heimatmuseum                              | Bad Driburg   | |      |
| Friedrich-Wilhelm-Weber-Museum                             | Bad Driburg   | Im Stadtteil Alhausen. |      |
| Glasmuseum                                                 | Bad Driburg   | |      |
| Wasserschloss Heerse                                       | Bad Driburg   | Beherbergt unter anderem ein Naturkundemuseum, ein Ethnographisches Museum sowie ein Museum für Europäisches Kulturgut.                  |      |
| Korbmacher-Museum                                          | Beverungen    | |      |
| Dorfmuseum                                                 | Borgentreich  | Im Stadtteil Borgholz. |      |
| Orgelmuseum                                                | Borgentreich  | |      |
| Dorfmuseum und Urdorf-Museum                               | Brakel        | Im Stadtteil Bellersen. |      |
| FSB Franz Schneider Ausstellung                            | Brakel        | Im Firmengebäude mit Designbibliothek.                                                                                                   |      |
| Husarenmuseum Rheder                                       | Brakel        | In der Vorburg des Schlosses Rheder |      |
| Stadtmuseum                                                | Brakel        | Betreiber ist der Heimat- und Museumsverein. Im Haus des Gastes.                                                                         |      |
| Von der Villa zur Stadt – Ausstellung zur Stadtgeschichte. | Höxter        | Im Schloss Corvey untergebracht. |      |
| Forum Jacob Pins                                           | Höxter        | Museum im Adelshof Heisterman von Ziehlberg: Ausstellung der Werke des jüdischen Künstlers Jacob Pins, Erinnerung an die Juden in Höxter |      |
| Heimat- und Sackmuseum                                     | Nieheim       | |      |
| Westfalen Culinarium                                       | Nieheim       | Deutsches Käsemuseum, Westfälisches Brotmuseum, Westfälisches Schinkenmuseum, Westfälisches Biermuseum.                                  |      |
| Feuerwehrmuseum                                            | Steinheim     | Im Stadtteil Hagedorn. |      |
| Heimatmuseum Ottenhausen                                   | Steinheim     | Museum in der Bauernburg Ottenhausen. |      |
| Möbelmuseum                                                | Steinheim     | ehemalige Möbelfabrik Jos. Günther |      |
| Museum im Stern                                            | Warburg       | Stadtmuseum Warburg. |      |
| Stiftung Europäischer Skulpturenpark e. V.                 | Willebadessen | Ausstellung im Park des ehemaligen Benediktinerinnenklosters.                                                                            |      |